# Helconidea nigra
Helconidea nigra är en stekelart som beskrevs av Vladimir Ivanovich Tobias 1967. Helconidea nigra ingår i släktet Helconidea och familjen bracksteklar. Inga underarter finns listade i Catalogue of Life.